# Chain of title
Die Chain of title, auch Rechtekette genannt, ist ein Begriff aus dem Urheberrecht und beschreibt den lückenlosen Nachweis der Eigentumsrechte für z. B. Musik, Roman, Drehbuch etc. zur Akquisition oder Lizenzierung dieser Urheberrechte.

## Definition
Die Chain of title ist z. B. im Filmrecht die Basis, die Koproduzenten, Finanziers und/oder sonstige Verwerter (wie z. B. weltweite Kino- und DVD- und/oder Merchandising-Vertriebe) haben müssen, um sich überhaupt um ein Filmprojekt bemühen zu können. Sämtliche finanzbasierten Produktionsinteressenten müssen eine voll aufgeschlüsselte, transparente Prüfungsbasis haben, bevor sie sich in die Produktion eines Filmes vertiefen. Anhand der Chain-of-title-Dokumente können sie nachprüfen, ob die dem Vorhaben zugrunde liegenden Rechte an Verwertung und Gebrauch optimal recherchiert und erworben wurden.

## Erstellung
Die betreffenden Werke (Roman, Drehbuch, Musikstück), deren Urheber und/oder Rechteinhaber müssen überprüft und dargestellt werden. Schwierig wird es, wenn ein Werk zwischenzeitlich überarbeitet (optioniert) wurde, bzw. die Urheberschaft bei verschiedenen Personen liegt oder Entwicklungsverträge mit sogenannten Turnaround-Klauseln (Rechterückfallklauseln, die besagen, dass die Rechte wieder an den Produzenten zurückfallen, wenn das geplante Projekt nicht innerhalb einer bestimmten Frist vollzogen wird) zwischen mehreren Produzenten abgeschlossen wurden. Die Rechtslage muss insofern akribisch erschlossen und aufgeschlüsselt werden, ggf. müssen diese stückweise gegen finanzielle Rückerstattung der entstandenen Entwicklungskosten an die andere Hand übermittelt werden. Bei Filmmusik ist der Sonderfall zu beachten, dass diese meist erst kurz vor der Vollendung des Filmes gebraucht wird, so dass die Verwendung einzelner Stücke nur vom fertigen Filmprodukt abhängig gemacht werden kann, nachdem alle anderen Verwendungsrechte schon geklärt worden sind.